# Tryggare kan ingen vara ......
För andra betydelser, se Tryggare kan ingen vara (olika betydelser).
Tryggare kan ingen vara ...... är en svensk thrillerfilm från 1993 i regi av Thomas Samuelsson.

## Handling
Peter ingriper i en våldtäkt och våldtäktsmannen grips av polis. Tre år senare intervjuas han i TV eftersom han skrivit en framgångsrik bok om händelsen. Efter intervjun börjar våldtäktsmannen att terrorisera Peter och hans familj.

## Om filmen
Filmen är inspelad 1992 i Arvidsjaur och Stockholm. Den hade premiär den 12 mars 1993 och är tillåten från 15 år.

## Rollista (urval)
- Jacqueline Ramel - Elin
- Fredrik Dolk - Peter
- Mats Huddén - mannen
- Gösta Bredefeldt - Ingemar
- Thomas Roos - läkare på BB
- Axel Düberg - Ek
- Carina Jingrot - våldtagen kvinna
- Robert Sjöblom - Bosse
- Jonas Uddenmyr - Nilsson
- Hans Jonsson - Håkansson
- Elisabet Höglund - TV-reporter

## Musik i filmen
- Ett slott under solen, text, musik och sång Mikael Rickfors
- Gimme! Gimme! Gimme! (A Man After Midnight), musik Benny Andersson, text Benny Andersson och Björn Ulvaeus